# Masticha

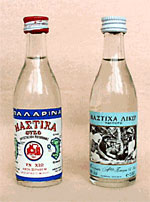
Masticha aus Chios

Mastika (bulgarisch Мастика; mazedonisch Мастика) ist eine dem Ouzo und Rakı ähnliche Spirituose, mit der geschmacksbestimmenden Komponente Anis, welche in Bulgarien und Nordmazedonien produziert wird. Sie enthält notabene keinen Mastix.
Masticha oder Mastiha (griechisch Μαστίχα) ist ein griechischer Likör, der mit Mastix, dem Harz des Mastixstrauches (Pistacia lentiscus), der wie die Echte Pistazie zu der Familie der Sumachgewächse gehört, aromatisiert ist. Er enthält in den allermeisten Fällen keinen Anis.
Der Alkoholgehalt des Getränks liegt bei etwa 30 Vol.-% (in Bulgarien laut Gesetz jedoch bei mindestens 47 Vol.-%), zumeist wird Mastika mit Eiswasser verdünnt serviert, Masticha dagegen stark gekühlt und pur. Als Grundlage für den Destillationsprozess werden vorwiegend Feigen, Pflaumen oder Zwetschgen genutzt.
Masticha von Chios ist eine geschützte Herkunftsbezeichnung.